# Echinoderes teretis
Echinoderes teretis är en djurart som tillhör fylumet pansarmaskar, och som beskrevs av Brown 1985. Echinoderes teretis ingår i släktet Echinoderes och familjen Echinoderidae. Inga underarter finns listade i Catalogue of Life.